# Dreptes thomensis
Dreptes thomensis là một loài chim trong họ Nectariniidae.